# العلاقات النيكاراغوية الهندوراسية
العلاقات النيكاراغوية الهندوراسية هي العلاقات الثنائية التي تجمع بين نيكاراغوا وهندوراس.

## مقارنة بين البلدين
هذه مقارنة عامة ومرجعية للدولتين:
| وجه المقارنة                                              | نيكاراغوا        | هندوراس          |
| --------------------------------------------------------- | ---------------- | ---------------- |
| المساحة (كم2)                                             | 130.38 ألف       | 112.49 ألف       |
| عدد السكان (نسمة)                                         | 6.22 مليون       | 9.27 مليون       |
| الكثافة السكانية (ن./كم²)                                 | 47.71            | 82.41            |
| العاصمة                                                   | ماناغوا          | تيغوسيغالبا      |
| اللغة الرسمية                                             | اللغة الإسبانية  | اللغة الإسبانية  |
| العملة                                                    | كوردبا نيكاراغوا | لمبيرة هندوراسية |
| الناتج المحلي الإجمالي (بليون دولار)                      | 13.81 مليار      | 22.98 مليار      |
| الناتج المحلي الإجمالي (تعادل القوة الشرائية) بليون دولار | 31.63 مليار      | 41.14 مليار      |
| الناتج المحلي الإجمالي الاسمي للفرد دولار أمريكي          | 2.09 ألف         | 2.53 ألف         |
| الناتج المحلي الإجمالي للفرد دولار أمريكي                 | 4.92 ألف         | 4.91 ألف         |
| مؤشر التنمية البشرية                                      | 0.631            | 0.606            |
| رمز المكالمات الدولي                                      | +505             | +504             |
| رمز الإنترنت                                              | .ni              | .hn              |
| المنطقة الزمنية                                           | 00               | 00               |

## منظمات دولية مشتركة
يشترك البلدان في عضوية مجموعة من المنظمات الدولية، منها:
| علم المنظمة | اسم المنظمة                                                          | تاريخ انضمام نيكاراغوا | تاريخ انضمام هندوراس |
| ----------- | -------------------------------------------------------------------- | ---------------------- | -------------------- |
|             | Central American Common Market ‏                                      | 3 يوليو 1961           | 27 أبريل 1962        |
|             | منظمة حظر الأسلحة الكيميائية                                         | ?                      | ?                    |
|             | البنك الدولي للإنشاء والتعمير                                        | 14 مارس 1946           | 27 ديسمبر 1945       |
|             | منظمة التجارة العالمية                                               | ?                      | ?                    |
|             | المركز الدولي لتسوية المنازعات الاستشارية                            | 19 أبريل 1995          | 16 مارس 1989         |
|             | الأمم المتحدة                                                        | 24 أكتوبر 1945         | 17 ديسمبر 1945       |
|             | وكالة حظر الأسلحة النووية في أمريكا اللاتينية ومنطقة البحر الكاريبي ‏ | ?                      | ?                    |
|             | بنك أمريكا الوسطى للتكامل الاقتصادي ‏                                 | ?                      | ?                    |
|             | منظمة الشرطة الجنائية الدولية                                        | ?                      | ?                    |
|             | وكالة ضمان الاستثمار متعدد الأطراف                                   | 12 يونيو 1992          | 30 يونيو 1992        |
|             | يونسكو                                                               | 22 فبراير 1952         | 16 ديسمبر 1947       |
|             | مؤسسة التنمية الدولية                                                | 30 ديسمبر 1960         | 23 ديسمبر 1960       |
|             | مؤسسة التمويل الدولية                                                | 20 يوليو 1956          | 20 يوليو 1956        |
|             | الاتحاد البريدي العالمي                                              | ?                      | ?                    |
|             | الاتحاد الدولي للاتصالات                                             | 12 مايو 1926           | 27 أكتوبر 1925       |

## وصلات خارجية
- موقع وزارة الخارجية النيكاراغوية
- موقع وزارة الخارجية الهندوراسية